# Großmölsen

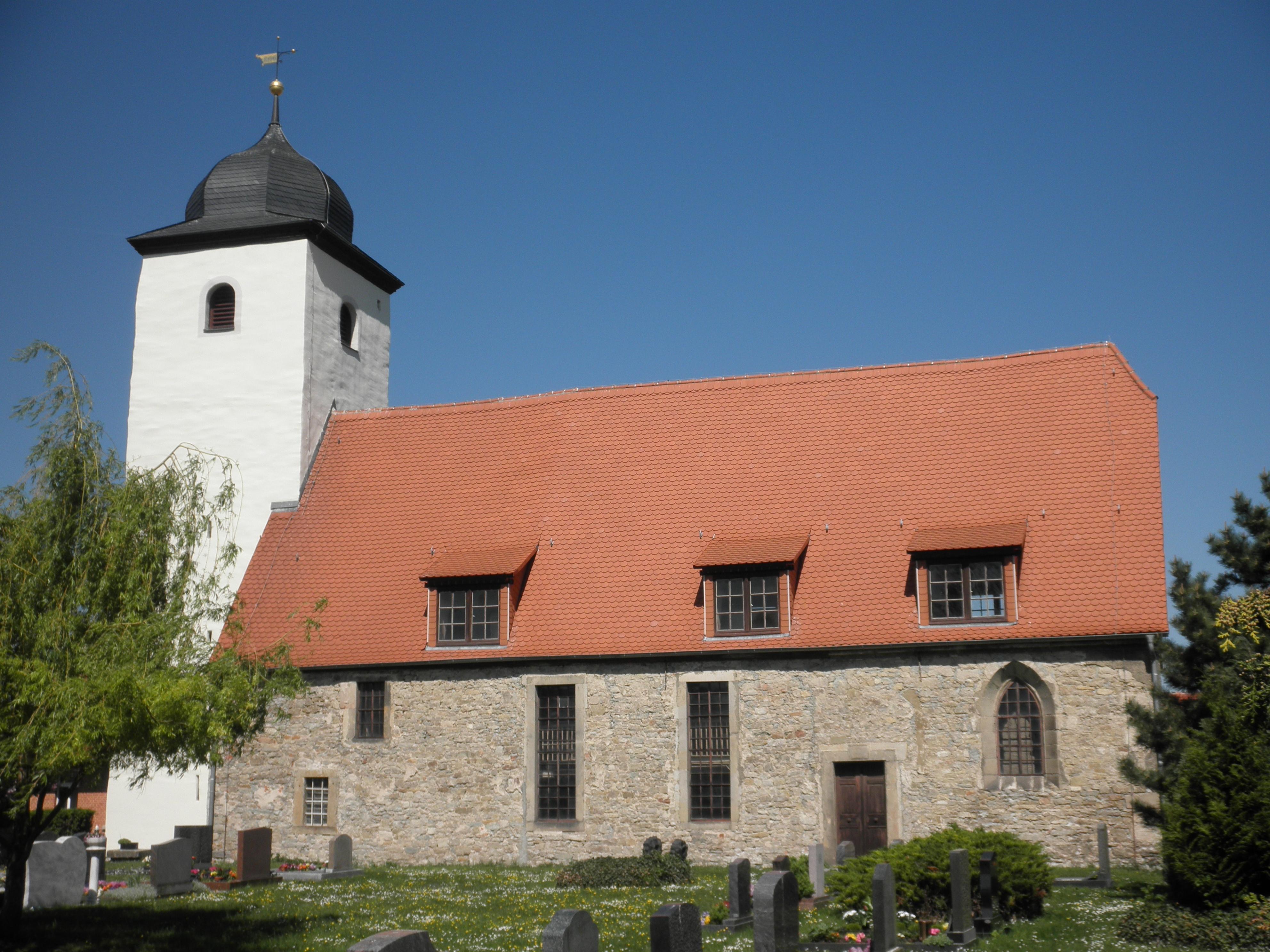
Kirche St. Bonifatius

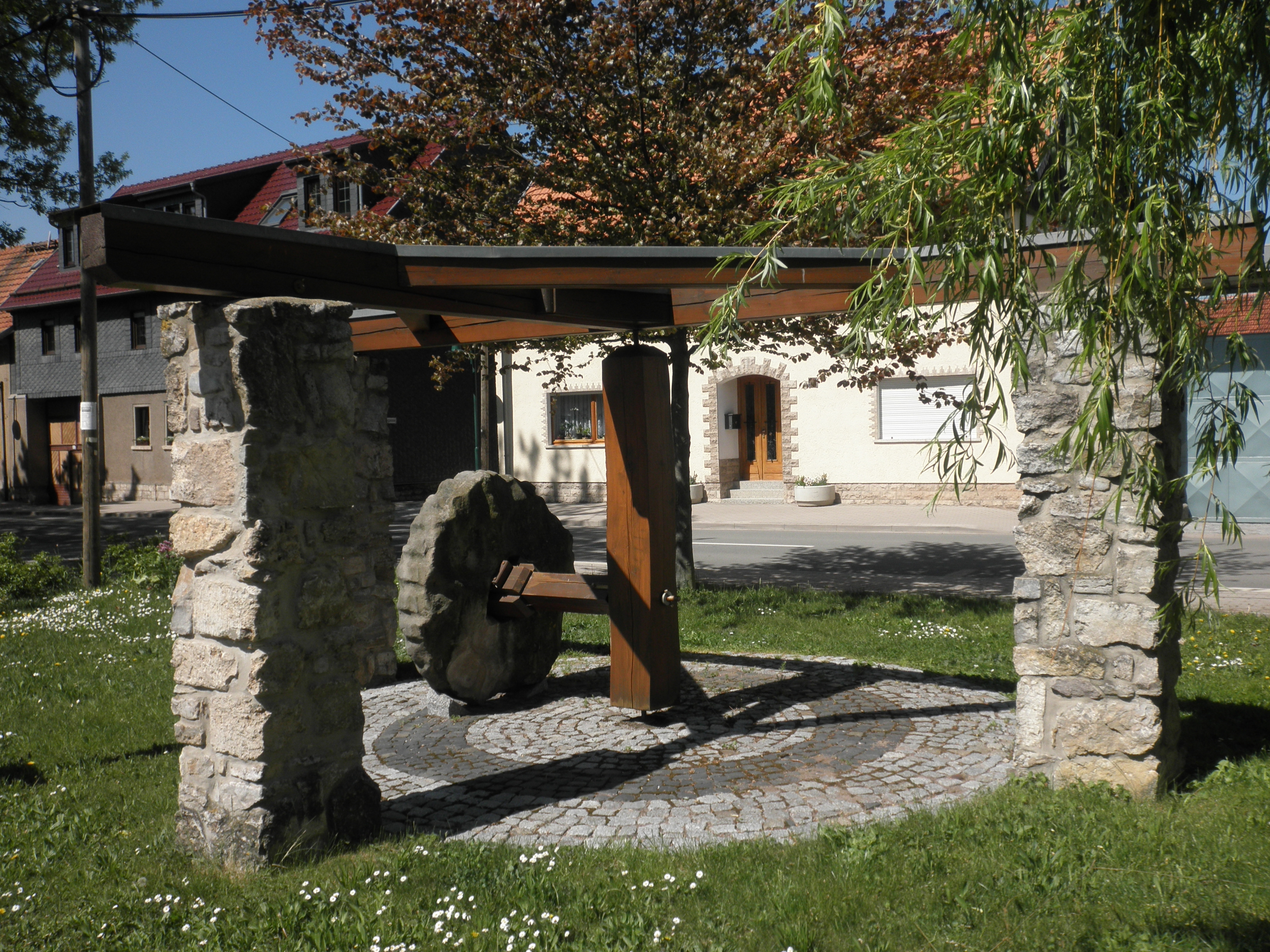
Waiddenkmal

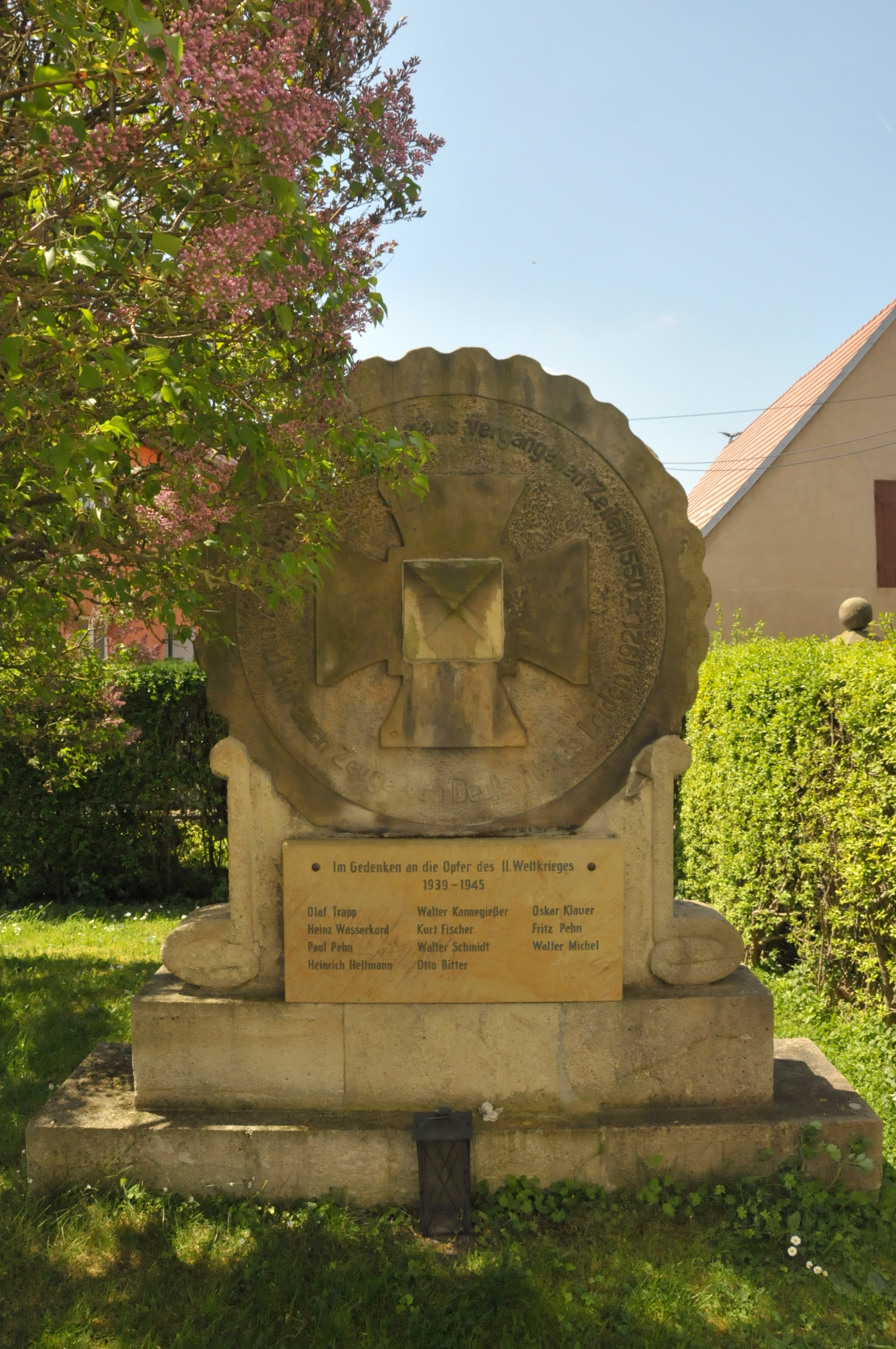
Kriegerdenkmal

Großmölsen ist eine Gemeinde im Landkreis Sömmerda in Thüringen. Sie gehört der Verwaltungsgemeinschaft Gramme-Vippach an, die ihren Verwaltungssitz in der Gemeinde Schloßvippach hat.

## Geografie
Großmölsen liegt an der Gramme etwa zehn Kilometer nordöstlich von Erfurt im südöstlichen Teil des Thüringer Beckens.
Folgende Orte grenzen an Großmölsen: Udestedt im Norden, Ollendorf im Osten, Wallichen im Süden und Kleinmölsen im Westen.

## Geschichte
Der Ort wurde bereits 775 durch Karl den Großen ersturkundlich erwähnt und konnte somit im Jahre 2000 seine 1225-Jahr-Feier begehen.
Der Gramme-Übergang der Via Regia war wohl der Grund zum Bau der Burgstelle, die sich am nordwestlichen Ortsrand befand. Hier ist der Name „Hofgarten“ erhalten. 775 wurde die Burg als königlicher Besitz Molinhusos erwähnt. Sie war später im Besitz derer von Gruneberg. Ende des 19. Jahrhunderts fanden sich noch Spuren eines Wallgrabens. Zur gleichen Zeit stand an der Ostseite des Dorfes ein Tor mit Rundbogen.
Die Kirche ist dem Heiligen Bonifatius geweiht, was auf ein sehr hohes Alter hinweist.
Aus Grossenmulhusen wurde Grossmühlhausen und dann Großmölsen. Der Ort gehörte bis 1489 zum wettinischen Amt Buttelstedt. Anfang des 17. Jahrhunderts gehörte Großmölsen mit Schwansee, Großrudestedt und Kleinrudestedt zur "Vogtei Schwansee", die ab 1664 Teil des Amts Großrudestedt war. Seit 1672 gehörte der Ort zum Herzogtum Sachsen-Eisenach und ab 1741 zu Sachsen-Weimar-Eisenach. 1816 wurde Großmölsen dem neu gegründeten Amt Vieselbach angegliedert, das 1850 im Verwaltungsbezirk Weimar des Großherzogtums Sachsen-Weimar-Eisenach aufging.
In Großmölsen mussten während des Zweiten Weltkrieges 34 Personen aus Polen und Jugoslawien Zwangsarbeit leisten.
Die Kirche und einige benachbarte Objekte wurden 1998 als Ensemble unter Denkmalschutz gestellt.

### Einwohnerentwicklung
Entwicklung der Einwohnerzahl:
| - 1994 – 271 - 1995 – 271 - 1996 – 282 - 1997 – 281 - 1998 – 278 - 1999 – 278 | - 2000 – 277 - 2001 – 271 - 2002 – 275 - 2003 – 278 - 2004 – 270 - 2005 – 268 | - 2006 – 261 - 2007 – 256 - 2008 – 255 - 2009 – 249 - 2010 – 242 - 2011 – 223 | - 2012 – 218 - 2013 – 217 - 2014 – 213 - 2015 – 218 - 2016 – 209 - 2017 – 212 | - 2018 – 220 - 2019 – 218 - 2020 – 226 - 2021 – 220 - 2022 – 233 |

 Datenquelle: Thüringer Landesamt für Statistik

## Politik

### Gemeinderat
Der Gemeinderat aus Großmölsen setzt sich aus sechs Ratsfrauen und -herren zusammen. Nach der Kommunalwahl am 26. Mai 2019 ergibt sich die folgende Zusammensetzung:
- Freie Wähler: 2 Sitze (−1)
- FFw Großmölsen: 2 Sitze (+1)
- Großmölsener Montagsbastler: 2 Sitze (±0)

### Bürgermeister
Der ehrenamtliche Bürgermeister ist seit 2005 Tobias Ballin. Er wurde zuletzt am 12. März 2023 wiedergewählt.

## Kultur und Sehenswürdigkeiten
- Kirche St. Bonifatius, die mit Unterstützung der Deutschen Stiftung Denkmalschutz erneuert wurde. Der Turm wurde 2009–2010 saniert, im Juli 2010 erfolgte die Weihe der Glocke eines unbekannten Spenders.
- Kirchhof mit alten Grabsteinen
- Kriegerdenkmal (1914–1918) vor dem Eingang zur Kirche, das in Form eines Waidmühlsteins gestaltet wurde
- Denkmal mit originalem Waidmühlstein in Ortsmitte, das im Jahre 2000 zur 1225-Jahr-Feier errichtet wurde
- Am 1. Mai wird ein traditionelles Maifeuer veranstaltet, eine Kirmes findet zwei Wochen nach Pfingsten statt.
- Siehe auch: Liste der Kulturdenkmale in Großmölsen

## Wirtschaft
- Agrargenossenschaft Kerspleben

Östlich des Ortes verlaufen Hochspannungsleitungen und die Eisenbahn-Neubaustrecke Erfurt–Leipzig/Halle.

## Persönlichkeiten
- Der Arzt Christian Ernst Endter wurde am 16. August 1693 in Großmölsen geboren.